# John Hedæus

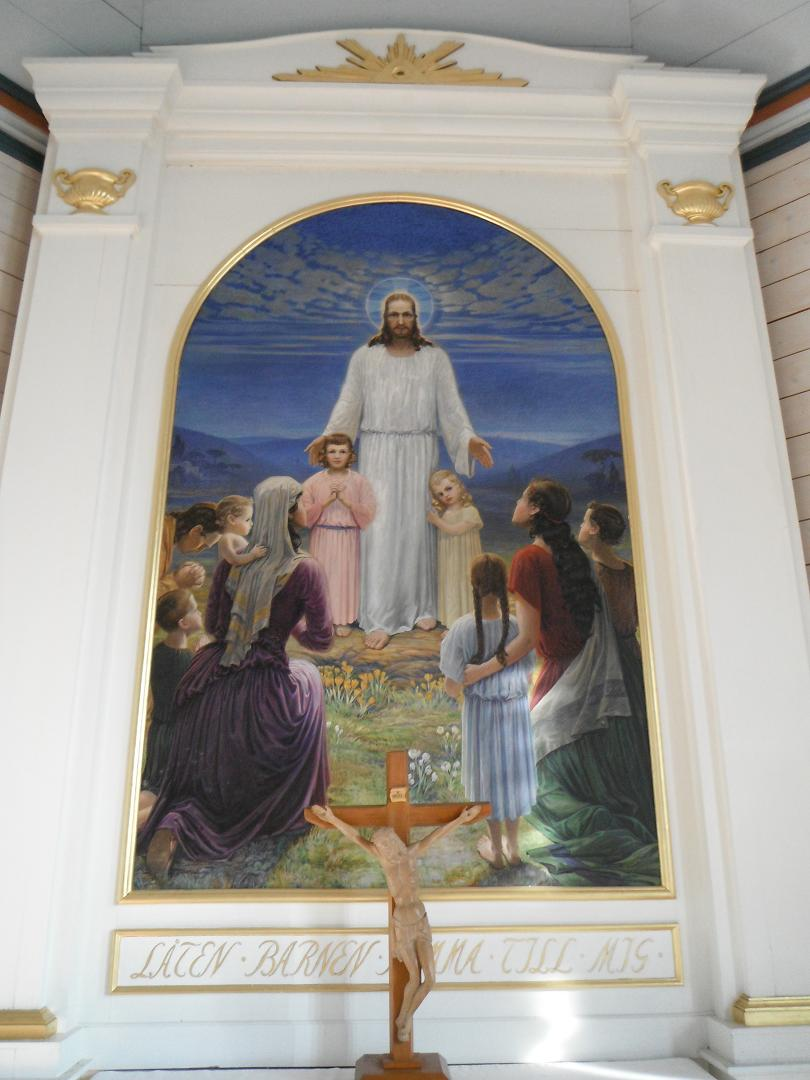
Altartavla i Älvsereds kyrka

Johan (John) August Hedæus, född 21 februari 1872 i Västra Tunhems socken, Västergötland, död 1967, var en svensk konstnär.
John Hedæus var son till hemmansägaren Anders Magnus Andersson. Efter att ha genomgått Tekniska elementarskolan i Borås studerade han vid Tekniska skolan i Stockholm 1893–1896 och blev 1897 lärare i teckning vid Tekniska elementarskolan och Lägre allmänna läroverket i Borås. Han hämtade främst sina motiv från Borås, men besökte även andra trakter, bland annat Hallandskusten för sina motiv. Han företog även studieresor till Tyskland, Italien, Frankrike och Storbritannien. Han verkade som bildhuggare, skulptör, tecknare, målare och grafiker. Han utförde många offentliga utsmyckningar inkluderande ett stort antal altarmålningar. Hedaeus, som tillhör Boråskonstnärerna, är representerad i Nationalmuseum och i ett eget rum i Borås konstmuseum.

## Representerad i bland annat följande kyrkor
| - Brämhults kyrka - Fotskäls kyrka - Fristads kyrka - Fänneslunda-Grovare kyrka - Grude kyrka - Grönahögs kyrka - Götalundens kyrka - Högås kyrka - Länghems kyrka - Olsfors kyrka - Påbo kapell - Redslareds kyrka | - Revesjö kyrka - Rydboholms kyrka - Sankta Birgittas kapell, Borås - Seglora kyrka, Västergötland - Skene kyrka - Södra Kedums kyrka - Ubbhults kapell - Ullene kyrka, altartavla 1934 - Älvsereds kyrka - Ölsremma kyrka - Örsås kyrka |